# Кхолавеча Шридхара
Кхолаве́ча Шридха́ра (IAST: Kholāvecā Śrīdhara; также известен как Шридха́ра Па́ндит, IAST: Śrīdhara Paṇḍita) — кришнаитский святой, живший в Бенгалии в конце XV — начале XVI века. Принадлежит к группе двенадцати кришнаитских святых двадаша-гопал.
Кхолавеча Шридхара был очень бедным брахманом. Описывается, что он был настолько беден, что жил в хижине с ветхой, дырявой крышей. На посуду у него денег не было, поэтому он пил воду из старого, треснувшего железного кувшина. Когда по ночам Кхолавеча Шридхара воспевал мантру Харе Кришна, соседи думали, что он делал это потому, что не мог спать из-за мучившего его голода. У Кхолавечи Шридхары был участок земли с банановой рощей. На жизнь он зарабатывал, собирая листья, кору и сердцевину банановых пальм и ежедневно продавая всё это на рынке. Несмотря на свою бедность, половину дохода он тратил на поклонение Ганге, а половину оставлял на собственные нужды.
Кхолавеча Шридхара был великим преданным Чайтаньи Махапрабху, который был очень привязан к нему. В юности Чайтанья ежедневно приходил на рынок и покупал у Кхолавечи Шридхары тыквы и бананы, а также корни, стебли и цветы. Между ними часто случались любовные ссоры, поскольку Чайтанья отказывался платить запрашиваемую цену. Рассерженный Шридхара ссорился с Чайтаньей, отсылая его делать покупки в другом месте. Тогда Чайтанья просто брал всё, что ему было нужно, и уходил, не заплатив ни гроша. Шридхара хватал Чайтанью и возвращал его обратно, причитая при этом «Я всего лишь бедный старый брахман. И то немногое, что я получаю, я трачу на поклонение Ганге». В конце концов, Кхолавеча Шридхара согласился каждый день бесплатно давать Чайтанье несколько бананов.
Когда Чайтанья начал движение гражданского неповиновения против мусульманского правителя Навадвипы, Шридхара вместе с тысячами других вайшнавов принял участие в уличном киртане, где танцевал от радости. Также описывается, что Чайтанья нередко пил воду из его кувшина. Незадолго до того, как Чайтанья принял санньясу, Шридхара принёс Шачидеви тыкву, чтобы она приготовила её своему сыну.
После того, как Чайтанья поселился в Пури, Кхолавеча Шридхара ежегодно приходил туда, чтобы повидаться с ним. Согласно Кавикарнапуре, в играх Кришны во Вриндаване Кхолавеча Шридхара был пастушком по имени Кусумасава. В «Гаура-ганоддеша-дипике» (133) говорится: «Пастушок по имени Кусумасава, участвовавший в кришна-лиле, впоследствии, в лиле Чайтаньи Махапрабху в Навадвипе, стал Кхолавечей Шридхарой».
В области 64 самадхи во Вриндаване расположен пушпа-самадхи Кхолавечи Шридхары.
Бхактиведанта Свами Прабхупада в своих комментариях к «Бхагавата-пуране» говорит о Кхолавече Шридхаре: «Вот типичный пример того, как бедный человек, не имеющий никакой материальной собственности, может стать возвышеннейшим преданным Господа. Итак, материальные богатства не помогут нам обрести прибежище у лотосных стоп Господа Кришны или Шри Чайтаньи Госани: обрести это прибежище можно только посредством чистого преданного служения».